# Бре (одяг)

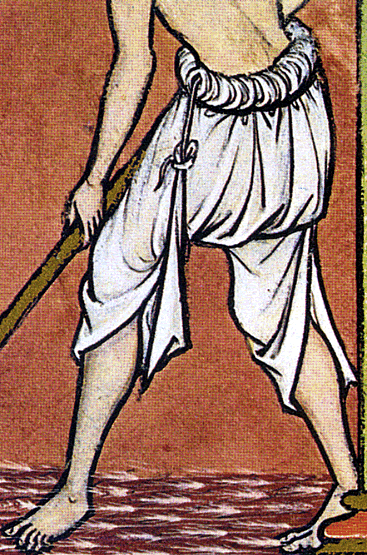
Фрагмент мініатюри з «Біблії Моргана», 1240-і роки, Франція

Бре (фр. braies) — деталь чоловічого костюма, різновид кальсонів у Середньовіччі. Бре носили кельтські та німецькі племена в античний період, пізніше їх перейняли європейці. У пізнє середньовіччя бре носили виключно як предмет спідньої білизни.
Спочатку бре мали вигляд широких штанів, довжина яких доходила до середини ікри ноги, проте пізніше вони перетворилися на подобу колготок із широкою основою і вузькими штанинами. Довжина бре поступово зменшувалася, і до кінця XV століття вони стали нагадувати сучасні купальні труси, трохи занижені на животі, проте довжина варіювалася залежно від пори року, клімату, соціального стану господаря. Людовик Сварливий, який часто страждав від шигельозу, який був у ті часи справжнім бичем під час походів, ввів моду на бре з глибоким розрізом ззаду.
Коли бре носили як верхній одяг, вони були більш довгими і нагадували сучасні лляні шорти. Льон був основним матеріалом для виготовлення бре, хоча в більш ранню епоху були поширені шкіряні різновиди.
До теперішнього часу не збереглося жодного примірника, проте існує досить велика кількість згадок і малюнків у середньовічних джерелах.